# Pseudomyrmecinae
Pseudomyrmecinae é uma subfamília de formigas.

## Gênero
- Tribo Pseudomyrmecini Smith, 1952
  - Myrcidris Ward, 1990
  - Pseudomyrmex Lund, 1831
  - Tetraponera Smith, 1852